# リカルド・アルレドンド
リカルド・アルレドンド（Ricardo Arredondo、1949年5月26日 - 1991年9月20日）は、メキシコの元プロボクサー。ミチョアカン州アパチンガン出身。元WBC世界ジュニアライト級王者。
チバ・アルレドンド（元日本フェザー級王者）、レネ・アルレドンド（元WBC世界ジュニアウェルター級王者）は実弟。

## 来歴
1966年7月16日、プロデビュー。
1967年8月4日、クレメンテ・サンチェスと対戦し、判定負け。キャリア初黒星となった。
1969年12月8日、アルフレド・マルカノと対戦し、判定勝ち。1970年1月1日にマルカノと再戦し、判定負け。
1971年3月4日、WBA世界ジュニアライト級王者小林弘に挑戦し、15回判定負けで王座獲得ならず。
1971年10月6日、WBC世界ジュニアライト級王者沼田義明に挑戦し、10回KO勝ちで王座を獲得した。
1972年9月15日、岡部進と対戦し、12回KO勝ちで3度目の防衛に成功した。
1973年3月6日、アポロ嘉男と対戦し、15回判定勝ちで4度目の防衛に成功した。
1973年9月1日、柏葉守人と対戦し、6回TKO勝ちで5度目の防衛に成功した。
1973年11月29日、ノンタイトルマッチで上原康恒と対戦し、10回判定負け。
1974年2月28日、6度目の防衛戦で柴田国明と対戦し、15回判定負けで王座から陥落した。
1979年3月17日、金相賢と対戦し、10回KO負け。この試合を最後に引退した。

## 獲得タイトル
- 第6代WBC世界ジュニアライト級王座（防衛5度）